# Samoiedo
Il samoiedo è una razza canina che prende il nome da un termine obsoleto usato per indicare, tra gli altri, il popolo dei nenci, che vive in alcune aree della Siberia. Pastori nomadi di renne (nenci della tundra), allevano questo bianco, soffice e allegro cane per aiutarli nel lavoro. Nel 1896 i coniugi inglesi Kilburn-Scott iniziarono a dedicare la loro vita alla ricerca e alla formazione del samoiedo moderno, attraverso una selezione mirata alla produzione di soggetti da esibizione, con l'intento soprattutto di fissare il colore bianco puro.

## Caratteristiche fisiche
È un cane nordico da traino e l'immagine che offre è soprattutto di eleganza, vigore e agilità. È un cane di taglia media, idealmente dovrebbe arrivare a 51–56 cm al garrese per il maschio e a 46–51 cm per la femmina e pesare sui 23 kg i maschi e 18 kg le femmine. Ha un corpo forte e muscoloso con un caratteristico mantello bianco, color crema o bianco limone, molto folto e consistente, resistente alle intemperie e alle basse temperature. Il pelo che incornicia la testa forma una specie di collare attorno alle spalle e al collo. Gli occhi sono scuri, solitamente marroni. Inoltre, l'incurvatura delle labbra e la forma degli occhi, conferiscono a questo cane un aspetto sorridente, dal quale deriva l'espressione "sorriso del samoiedo", caratteristico di questa razza. Tra le altre particolarità vi è la coda, con la sua caratteristica foggia. Il samoiedo è un cane da lavoro e da compagnia e gli esemplari più selezionati partecipano a concorsi di bellezza riservati ai cani.

## Temperamento
La loro indole amichevole non li rende buoni cani da guardia, ma ne fa degli eccellenti compagni, specialmente per i bambini o addirittura per altri cani. Sono estremamente docili, obbedienti e incredibilmente affettuosi e intelligenti. È un cane da compagnia e per questo tende ad avere un rapporto molto stretto con le persone e specialmente con i bambini. Proprio a causa di questa sua socievolezza non è un cane indipendente o che ami la solitudine. Sebbene spesso il samoiedo venga definito come un cane testardo e dispettoso, questi suoi atteggiamenti sono in realtà dovuti alla sua intelligenza ed alla sua fedeltà verso il padrone.

## Storia

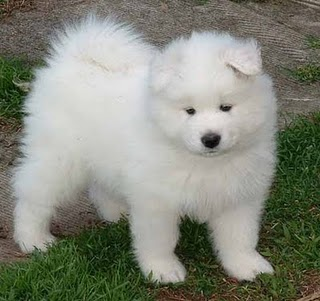
Cucciolo di samoiedo

Il termine samoiedo cadde rapidamente in disuso dopo la Rivoluzione d'ottobre (veniva percepito come denigratorio), ma per quell'epoca gli esploratori artici (come Fridtjof Nansen e Roald Amundsen) avevano già portato in Europa un numero sufficiente di esemplari, permettendo così al nome di sopravvivere e facendo sì che la razza si stabilisse sia nel vecchio continente che in Nord America. Questi cani vengono impiegati ancora oggi per trainare le slitte, ma raramente come cani da pastore. Proprio uno di questi cani, una femmina di nome Etah, fu il cane leader della spedizione di Roald Amundsen che raggiungerà per primo il polo sud.

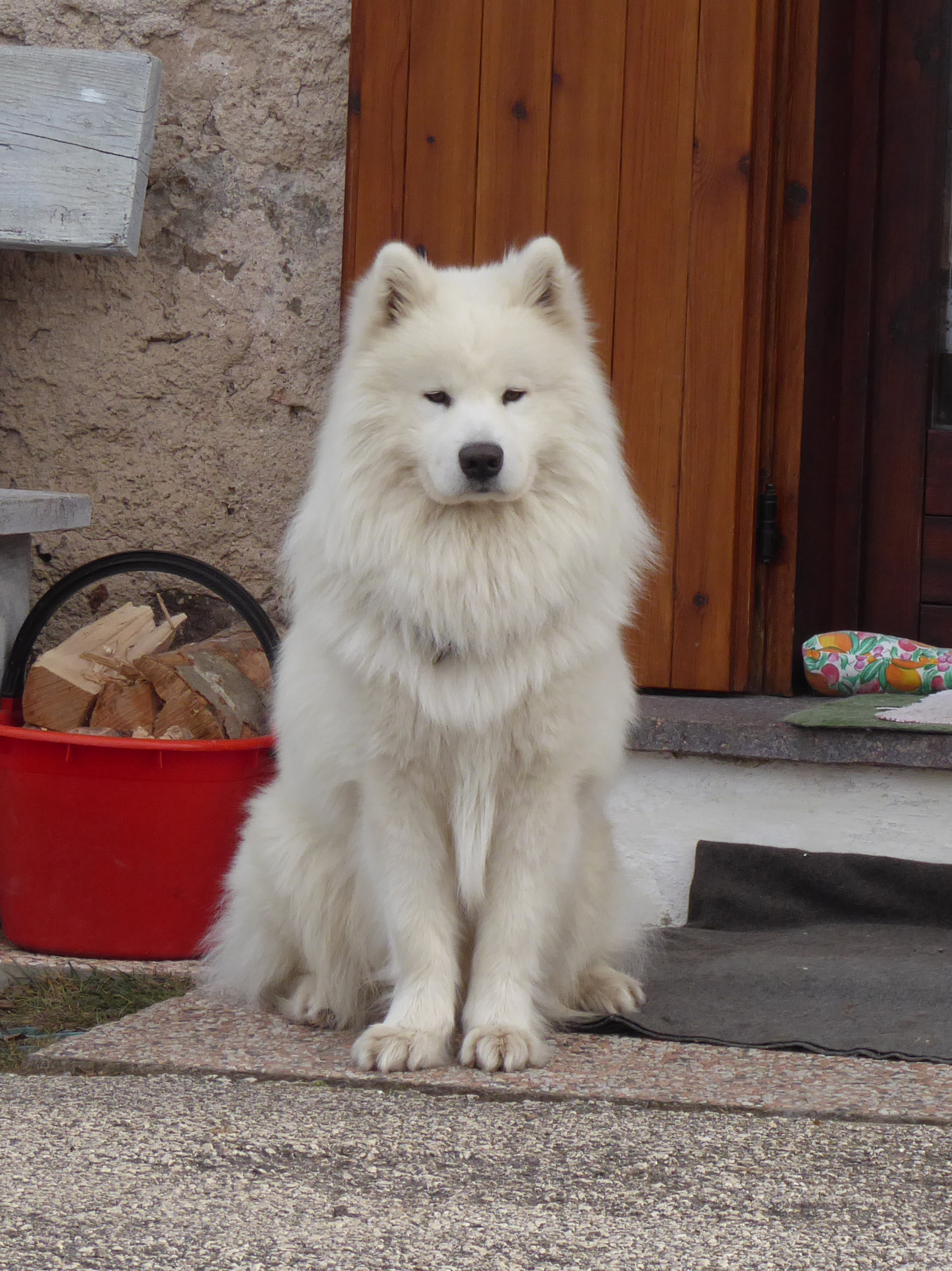
Samoiedo adulto

## Cure
A tanti neoproprietari di samoiedo questo cane viene venduto come semplice da tenere pulito, che non si sporca mai, non perde pelo, non ha odore e non necessita di bagni frequenti. In realtà si sporca molto, perde molto pelo e può avere un odore forte di lana bagnata.
L'unica cosa da fare per tenerlo pulito è non portarlo fuori dopo il bagno o il pelo raccoglierà ancora di più la sporcizia, pulirgli spesso le zampe specie dopo la passeggiata e strofinarlo con un asciugamano di cotone umido, per poi asciugarlo con uno asciutto.